# National Academies Press
 (août 2025).
La National Academies Press (NAP) est une maison d'édition américaine créée[Quand ?] pour publier les rapports des Académies nationales des sciences, d'ingénierie et de médecine, de l'Académie nationale d'ingénierie des États-Unis, de l'Académie nationale de médecine des États-Unis et du Conseil national de la recherche des États-Unis.  

## Description
La NAP publie près de 200 ouvrages par an sur un large éventail de sujets scientifiques.  
La mission déclarée de la NAP est apparemment contradictoire: diffuser le plus largement possible les travaux des académies nationales des sciences, de l'ingénierie et de la médecine et assurer son autonomie financière par le biais des ventes. Cette mission a conduit à une grande expérimentation en matière d'ouverture à la publication en ligne. 

## PDF gratuits
Le 2 juin 2011, la NAP a annoncé qu'elle fournirait les textes intégraux de tous les rapports des académies nationales des sciences, de l'ingénierie et de la médecine sous forme de téléchargements PDF gratuits. 